# Jürgen Kroh
Jürgen Kroh (* 24. November 1944 in Heinzenbach) ist ein deutscher Lehrer und Politiker (CDU).

## Leben
Kroh legte 1964 das Abitur ab und studierte von 1964 bis 1966 an einer Pädagogischen Hochschule. Er legte 1966 die Erste Prüfung für das Lehramt an Volksschulen ab. Von 1971 bis 1973 besuchte er die Erziehungswissenschaftliche Hochschule und schloss das Studium mit der Prüfung für das Lehramt an Sonderschulen Mainz ab. Von 1966 bis 1971 war er Volksschullehrer im Landkreis Kusel. Ab 1973 war er Sonderschullehrer in Kaiserslautern und Zweibrücken, ab 1974 Sonderschulrektor und Leiter der privaten Schule für geistig Behinderte Zweibrücken, später Fachleiter am Studienseminar Kaiserslautern.

## Politik
Von 1975 bis 1976 war er stellvertretender Kreisvorsitzender und 1977–1979 Kreisvorsitzender der Jungen Union. Zwischen 1977 und 1991 war er stellvertretender CDU-Kreisvorsitzender und Kreisschatzmeister.
Im Stadtrat Zweibrücken war er 1979–1992 Mitglied, 1981 stellvertretender Fraktionsvorsitzender, 1983 Fraktionsgeschäftsführer und 1989–1992 Fraktionsvorsitzender. Nach 1999 war er erneut Mitglied, 2004–2009 Fraktionsgeschäftsführer und 2009 Mitglied im Stadtrat Zweibrücken. Von 1992 bis 1999 war er ehrenamtlicher Beigeordneter und Leiter des Bauamts in Zweibrücken. 2004 wurde er Ortsvorsteher im Stadtteil Zweibrücken-Wattweiler.
1983 wurde er in den zehnten Landtag Rheinland-Pfalz gewählt, dem er drei Wahlperioden lang bis 1996 angehörte. Im Landtag war er in der 10. Wahlperiode Mitglied im Ausschuss für Soziales und Gesundheit, dem Ausschuss für Umwelt und dem Petitionsausschuss. In der 11. Wahlperiode war er Vorsitzender im Unterausschuss "Krankenhauszielplan" des Ausschusses für Umwelt und Gesundheit, Mitglied im Ausschuss für Soziales und Familie, Ausschuss für Umwelt, Kulturpolitischer Ausschuss und der Strafvollzugskommission. In der 12. Wahlperiode war er stellvertretender Vorsitzender der Strafvollzugskommission, Mitglied im Sozialpolitischer Ausschuss und im Untersuchungsausschuss "Infiziertes Blut".
Daneben war er Mitglied im Verwaltungsrat der Stadtsparkasse Zweibrücken, im Verbandsvorstand des Sparkassen- und Giroverbands Rheinland-Pfalz, im Vorstand der Planungsgemeinschaft Westpfalz, in der Vertreterversammlung des Zweckverbands Abfallverwertung Südwestpfalz, im Aufsichtsrat der Stadtwerke Zweibrücken, des Verwaltungsrates des Landesvereins für Innere Mission der Pfalz, im Vorstand der Lebenshilfe Zweibrücken, im Landesjugendwohlfahrtsausschuss und ehrenamtlicher Richter am Sozialgericht Speyer.

## Auszeichnungen
- Bundesverdienstkreuz am Bande (1997)
- Freiherr-vom-Stein-Plakette (2001)
- Stadtplakette von Zweibrücken in Bronze und Silber